# Лентув
Лентув (пол. Łętów) — село в Польщі, у гміні Борове Ґарволінського повіту Мазовецького воєводства.
Населення — 182 особи (2011).
У 1975-1998 роках село належало до Седлецького воєводства.

## Демографія
Демографічна структура станом на 31 березня 2011 року:
|          | Загалом | Допрацездатний вік | Працездатний вік | Постпрацездатний вік |
| -------- | ------- | ------------------ | ---------------- | -------------------- |
| Чоловіки | 95      | 24                 | 57               | 14                   |
| Жінки    | 87      | 20                 | 47               | 20                   |
| Разом    | 182     | 44                 | 104              | 34                   |